# Jerzy Bafia
Jerzy Mieczysław Bafia (ur. 5 maja 1926 w Płocicznie, zm. 4 lipca 1991 w Warszawie) – polski prawnik, polityk, profesor nauk prawnych, szef Kancelarii Sejmu (1969–1972), pierwszy prezes Sądu Najwyższego (1972–1976), minister sprawiedliwości (1976–1981), poseł na Sejm PRL VI i VII kadencji.

## Życiorys

### Kariera prawnicza
W 1950 ukończył studia prawnicze na Wydziale Prawa Uniwersytetu Warszawskiego, po czym do 1953 był asystentem na tej uczelni, a następnie do 1954 adiunktem w Wyższej Szkole Prawniczej im. Teodora Duracza. Po 1950 został sędzią Sądu Powiatowego w Krakowie, później awansował do tamtejszego Sądu Wojewódzkiego, następnie został prezesem Sądu Wojewódzkiego w Warszawie. Oficjalnie w 1954 delegowany do Sądu Najwyższego, w rzeczywistości już rok wcześniej orzekał w tajnej sekcji Sądu Najwyższego wydającej m.in. wyroki śmierci wobec przeciwników politycznych władzy komunistycznej. W 1955 został skierowany do pracy w Ministerstwie Sprawiedliwości, gdzie od 1958 do 1969 pełnił funkcję dyrektora departamentu prawno-organizacyjnego. Ponadto w latach 1955–1966 był adiunktem i docentem na Wydziale Prawa UW, następnie pracował na Uniwersytecie Śląskim w Katowicach (do 1969 jako kierownik Zakładu Prawa Karnego, potem do 1970 jako dziekan Wydziału Prawa). W 1963 został sekretarzem generalnym Zrzeszenia Prawników Polskich, zasiadał w Międzynarodowym Stowarzyszeniu Prawa Karnego, w 1970 wiceprezydentem Międzynarodowego Zrzeszenia Prawników Demokratów. Od 1970 był także profesorem prawa na Uniwersytecie Warszawskim, w 1971 został kierownikiem tamtejszego Zakładu Kryminalistyki. W latach 1972–1976 był pierwszym prezesem Sądu Najwyższego.
Autor komentarza do Kodeksu karnego z 1969 oraz innych publikacji, publikowanych m.in. w Wydawnictwie Prawniczym.

### Działalność polityczna
W kwietniu 1945 przystąpił do Organizacji Młodzieży Towarzystwa Uniwersytetu Robotniczego, z którą w lipcu 1948 wszedł w skład Związku Młodzieży Polskiej (działał w nim do 1953). Od maja 1954 pełnił przez rok funkcję I sekretarza Podstawowej Organizacji Partyjnej Polskiej Zjednoczonej Partii Robotniczej w Sądzie Najwyższym. 
W latach 1969–1972 szef Kancelarii Sejmu, a następnie (w latach 1972–1980) poseł na Sejm PRL VI i VII kadencji. Od 1975 do 1981 zasiadał w Centralnej Komisji Kontroli Partyjnej PZPR. Był delegatem na VII i VIII Zjazd partii. Od marca 1976 do czerwca 1981 minister sprawiedliwości w rządach Piotra Jaroszewicza i Edwarda Babiucha oraz Edwarda Babiucha, Józefa Pińkowskiego i Wojciecha Jaruzelskiego.

## Rodzina i pochówek

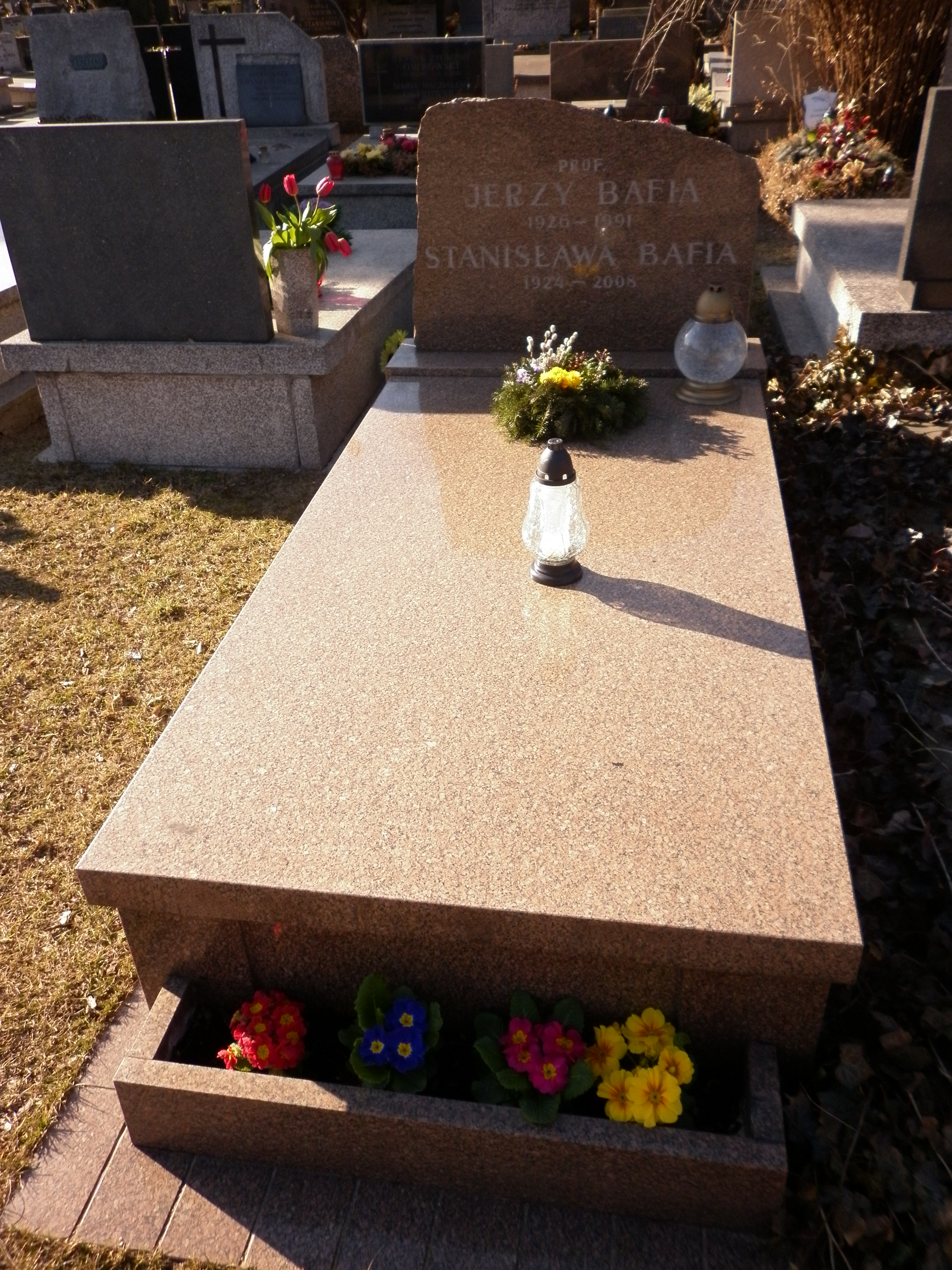
Grób Jerzego Bafii na Cmentarzu Wojskowym na Powązkach

Syn Franciszka i Marii, jego bratem był Lech Bafia.Jego żoną była Stanisława Bafia (1924–2008). Został pochowany na Cmentarzu Wojskowym na Powązkach w Warszawie (kwatera 39C-10-6).

## Ordery i odznaczenia
- Order Sztandaru Pracy I klasy
- Order Sztandaru Pracy II klasy (1969)[5]
- Krzyż Kawalerski Orderu Odrodzenia Polski
- Złoty Krzyż Zasługi
- Medal 10-lecia Polski Ludowej (1954)[6][3]
- Medal pamiątkowy XXX-lecia Międzynarodowego Zrzeszenia Prawników Demokratów (1977)[7]
- Wielka Złota Odznaka Honorowa na Wstędze za Zasługi dla Republiki Austrii (Austria, 1979)[8]